# Matthias de l'Obel

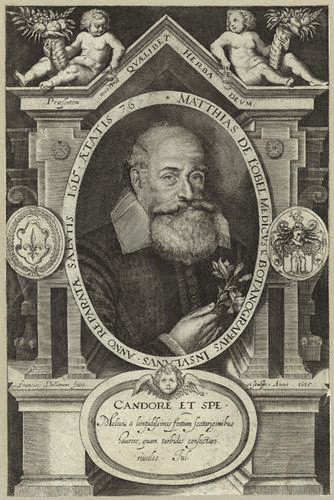
Matthias de l'Obel

Matthias de l'Obel eller Lobel, latiniserat Matthaeus Lobelius, född 1538 i Lille, död 3 mars 1616 i London, var en belgisk botaniker.
L'Obel var medicine doktor och en av sin tids främsta växtforskare, som genomsökte Tyskland, Schweiz, Italien och Sydfrankrike. Han avled som engelsk kunglig botaniker.
L'Obel var en av de första, som gjorde ett försök till uppdelning av den tidens kända växter på vissa grupper, såsom gramina, bulbosi och oleracei. Efter honom har släktet Lobelia uppkallats.
Auktorsnamnet Obel kan användas för Matthias de l'Obel i samband med ett vetenskapligt namn inom botaniken; se Wikipediaartiklar som länkar till auktorsnamnet.

## Eftermäle
Asteroiden 10057 L'Obel är uppkallad efter honom.